# Bitwa pod Donauwörth
Bitwa pod Donauwörth (in. bitwa pod Schellenbergiem) – starcie zbrojne z hiszpańskiej wojny sukcesyjnej z dnia 2 lipca 1704 r.

## Sytuacja przed bitwą
Gdy armia sprzymierzeńców księcia Marlborough maszerowała do Bawarii, jednocześnie zwracając uwagę na cesarskie siły pod dowództwem margrabiego Ludwika Badeńskiego, elektor bawarski Maksymilian II Emmanuel wydał rozkaz wzmocnienia twierdzy Schellenberg (górującej nad miastem Donauwörth).
Połączone siły francusko-bawarskie w sile 64 000 żołnierzy pod dowództwem piemonckiego generała hrabiego D’Arco, ustawiły się w pozycji obronnej wokół twierdzy. Sztab generała zauważył, że teren na wzgórzu zwróconym na zachód jest zbyt trudny do przeprowadzenia natarcia, co wymusiło decyzję o skupieniu wojska na wschodniej części wzgórza. Informacje o tych planach dotarła do cesarskiego dowódcy. Element tej strategii spowodował zaskoczenie przeciwnej strony konfliktu.

## Pierwsze natarcia sprzymierzonych
Naczelny wódz sprzymierzonych, książę Marlborough, wraz z armią 63 000 Anglików, Holendrów i Austriaków (48 dział), maszerował naprzeciw armii francusko-bawarskiej stacjonującej wokół Donauwörth. Wczesnym rankiem 2 lipca siły, złożone z 6000 grenadierów dowodzone przez generała Goora ruszyły na twierdzę Schellenberg. Pozostałe oddziały poruszały się wolno na tyłach. Wraz z przybyciem na miejsce, wojska sprzymierzonych uformowały szyki bojowe i przygotowywały się do natarcia, a angielskie działa zatoczono na pozycje. Po rozpoczęciu się natarcia angielska artyleria wzięła w krzyżowy ogień szczyt wzgórza, doprowadzając do zamieszania wśród wojsk francuskich. Przed zmierzchem sprzymierzeni ruszyli do pierwszego ataku, który został przełamany przez śmierć generała Goora. Obrona francusko-bawarska okazała się za silna, a kolejny atak wroga okazał się nieskuteczny.

## Zdobycie Schellenbergu
Wobec dotychczasowych niepowodzeń, część sił głównych księcia sforsowała rzekę Wörnitz i wyszła na tyły lewego skrzydła przeciwnika. Książę wkrótce zainicjował również następny atak na południowo-zachodnią stronę Schellenbergu, łącząc swoje natarcie z uderzeniem kawalerii i piechoty pod Ludwikiem Badeńskim na najsłabsze pozycje francusko-bawarskie. Atak Bawarczyków od wschodu zakończył się powodzeniem, czego powodem był brak koordynacji między Donauwörth a Schellenberg. Na zachodzie Francuzi zostali odcięci od miasta i rzucili się do ucieczki przez rzekę, co spowodowało straty w ludziach. Wkrótce zdobyto Donauwörth. Część sił bawarsko-francuskich zdołała się przebić przez oddziały książęce, jednak linia Dunaju została utracona.